# Francis Mer
Francis Mer (ur. 25 maja 1939 w Pau, zm. 1 listopada 2023) – francuski przedsiębiorca, przemysłowiec i polityk, w latach 2002–2004 minister gospodarki, finansów i przemysłu.

## Życiorys
Absolwent paryskich szkół technicznych École polytechnique oraz École nationale supérieure des mines de Paris. Dołączył do Corps des mines, państwowego korpusu wyższych urzędników technicznych. Pracę zawodową rozpoczął jako urzędnik ministerstwa przemysłu. W 1970 zatrudniony w koncernie Saint-Gobain, od 1978 był zastępcą dyrektora generalnego grupy, a od 1982 prezesem wchodzącej w jej skład firmy Pont-à-Mousson. W 1986 objął stanowisko dyrektora generalnego koncernu stalowego Usinor-Sacilor, który po prywatyzacji współtworzył w 2001 konsorcjum Arcelor. Francis Mer został również m.in. przewodniczącym Fédération française de l'acier, francuskiego zrzeszenia przedsiębiorstw przemysłu stalowego.
Od maja 2002 do marca 2004 sprawował urząd ministra gospodarki, finansów i przemysłu w dwóch gabinetach, na czele których stał Jean-Pierre Raffarin.
Powrócił następnie do sektora przemysłowego. W 2005 dołączył do rady dyrektorów przedsiębiorstwa górniczego Vale Inco. W 2006 dołączył do koncernu Safran, spółki działającej w sektorze lotniczym i obronnym. Był przewodniczącym rady nadzorczej grupy, w 2011 po zmianie struktury organizacyjnej został wiceprezesem kompanii.